# K5 League Busan/Gyeongsangnam-do 2020
Die K5 League Busan/Gyeongsangnam-do 2020 war die zweite Spielzeit als höchste Amateurspielklasse und die zweite Spielzeit insgesamt im südkoreanischen Fußball gewesen. Die Saison begann am 14. Juni und endete am 25. Oktober 2020. Anschließend folgten die Play-off-Spiele.

## Teilnehmer und ihre Spielstätten
| Team                                  | Stadt                                 | Heimstadion                                                                                  | In der Liga seit                      | Vorjahresplatzierung                  |                                       |
| K5 League Busan/Gyeongsangnam-do 2020 | K5 League Busan/Gyeongsangnam-do 2020 | K5 League Busan/Gyeongsangnam-do 2020                                                        | K5 League Busan/Gyeongsangnam-do 2020 | K5 League Busan/Gyeongsangnam-do 2020 | K5 League Busan/Gyeongsangnam-do 2020 |
| ------------------------------------- | ------------------------------------- | -------------------------------------------------------------------------------------------- | ------------------------------------- | ------------------------------------- | ------------------------------------- |
| Gimhae Jaemiks FC                     | Gimhae                                | Yangsan-Stadion Kangseo Ocean Gimhae-Imho-Platz Gimhae-Jinyeong-Platz Changwon-Fußballcenter | 2019                                  | Staffelmeister                        |                                       |
| Gimhae DREAM FC                       | Gimhae                                | Yangsan-Stadion Kangseo Ocean Gimhae-Imho-Platz Gimhae-Jinyeong-Platz Changwon-Fußballcenter | 2020                                  | Aufsteiger aus der K6 League          |                                       |
| Changwon Ungsan FC                    | Changwon                              | Yangsan-Stadion Kangseo Ocean Gimhae-Imho-Platz Gimhae-Jinyeong-Platz Changwon-Fußballcenter | 2019                                  | 2. Platz                              |                                       |
| Yangsan Eogok FC                      | Yangsan                               | Yangsan-Stadion Kangseo Ocean Gimhae-Imho-Platz Gimhae-Jinyeong-Platz Changwon-Fußballcenter | 2019                                  | 3. Platz                              |                                       |
| Busan Dongnaegu Myeongnyung           | Busan-Dongnae-gu                      | Yangsan-Stadion Kangseo Ocean Gimhae-Imho-Platz Gimhae-Jinyeong-Platz Changwon-Fußballcenter | 2019                                  | 4. Platz                              |                                       |
| Busan Namgu Gamman FC                 | Busan-Nam-gu                          | Yangsan-Stadion Kangseo Ocean Gimhae-Imho-Platz Gimhae-Jinyeong-Platz Changwon-Fußballcenter | 2020                                  | Aufsteiger aus der K6 League          |                                       |

## Reguläre Saison
| Pl. | Verein                      | Sp. | S | U | N | Tore    | Diff. | Punkte |
| --- | --------------------------- | --- | - | - | - | ------- | ----- | ------ |
| 1.  | Gimhae Jaemiks FC (M)       | 5   | 5 | 0 | 0 | 015:000 | +15   | 15     |
| 2.  | Yangsan Eogok FC            | 5   | 4 | 0 | 1 | 013:400 | +9    | 12     |
| 3.  | Changwon Ungsan FC          | 5   | 3 | 0 | 2 | 012:110 | +1    | 09     |
| 4.  | Busan Namgu Gamman FC (N)   | 5   | 2 | 0 | 3 | 012:150 | −3    | 06     |
| 5.  | Busan Dongnaegu Myeongnyung | 5   | 1 | 0 | 4 | 008:190 | −11   | 03     |
| 6.  | Gimhae DREAM FC (N)         | 5   | 0 | 0 | 5 | 005:160 | −11   | 0      |

| Zum 5. Spieltag:                                                                                            |  |
| Qualifikation zur K5-League-Meisterschaft und Qualifikation zum Korean FA Cup 2021 Abstieg in die K6 League |  |
| |  |
| Zum Saisonende 2019:                                                                                        |  |
| (M) Vorjahres Staffelsieger                                                                                 |  |
| (N) Aufsteiger aus der K6 League                                                                            |  |

## Statistik

### Torschützenliste
Bei gleicher Anzahl von Treffern sind die Spieler alphabetisch geordnet.
| 01                       |
| Stand: Saisonbeginn 2020 |

### Kreuztabelle
Die Kreuztabelle stellt die Ergebnisse aller Spiele dieser Saison dar. Die Heimmannschaft ist in der linken Spalte, die Gastmannschaft in der oberen Zeile aufgelistet.
| 2020                        | GJS | CUN | YEK | BDM | BNG | GDM |
| --------------------------- | --- | --- | --- | --- | --- | --- |
| Gimhae Jaemiks FC           |     | 3:0 | -:- | -:- | 4:0 | -:- |
| Changwon Ungsan FC          | -:- |     | 0:3 | 5:0 | -:- | 4:3 |
| Yangsan Eogok FC            | 0:2 | -:- |     | 4:0 | -:- | -:- |
| Busan Dongnaegu Myeongnyung | -:- | -:- | -:- |     | 5:7 | 3:0 |
| Busan Namgu Gamman FC       | 0:3 | 2:3 | 1:2 | -:- |     | -:- |
| Gimhae DREAM FC             | 0:3 | -:- | 1:4 | -:- | 1:2 |     |